# طحاویه
عقیده طحاویه نام کتابی است از مذهب اهل سنت و دین اسلام که احمد بن محمد بن سلامه الازدی الحجری طحاوی (۲۲۹ ه.ق - ۳۲۱ ه.ق) که به اختصار ابوجعفر طحاوی شناخته می‌شود، تالیف شده است.

## وجه تسمیه
علت نامگذاری این کتاب به طحاویه، تولد و زندگی مولف این کتاب در روستایی به نام طحا در مصر بوده است. همین امر سبب شده است که وی به ابجعفر طحاوی شهره گردد.

## اعتقادات و تاریخچه
ابوجعفر طحاوی، از دانشمندان مهم اهل سنت است که آثار متعددی در علم کلام دارد. وی بیشتر به علم فقه و روایت علاقه داشته وی در ابتدا پیروی مذهب شافعی بود و سرانجام مذهب فقهی حنفی را انتخاب نمود. برخی امام طحاوی را مفسر آراء حضرت امام ابوحنیفه دانسته‌اند.
از امام طحاوی نزدیک به ۳۰ اثر برجای مانده است از جمله: شرح معانی الآثار، احکام القرآن، الشروط الکبیر، الشروط الوسط، مختصر الشروط، کتاب الوصایا و الفرائض، کتاب التاریخ الکبیر و بیان السنة و الجماعة مشهور به العقیدة الطحاویة.